# Alfred Candidus Ferdinand zu Windisch-Grätz
Alfred Candidus Ferdinand zu Windisch-Grätz herceg (Brüsszel, 1787. május 11. – Bécs, 1862. március 21.) császári-királyi tábornagy (k.k. Feldmarschall), az 1848–49-es magyar szabadságharc egy időszakában a császári-királyi csapatok főparancsnoka.

## Életpályája

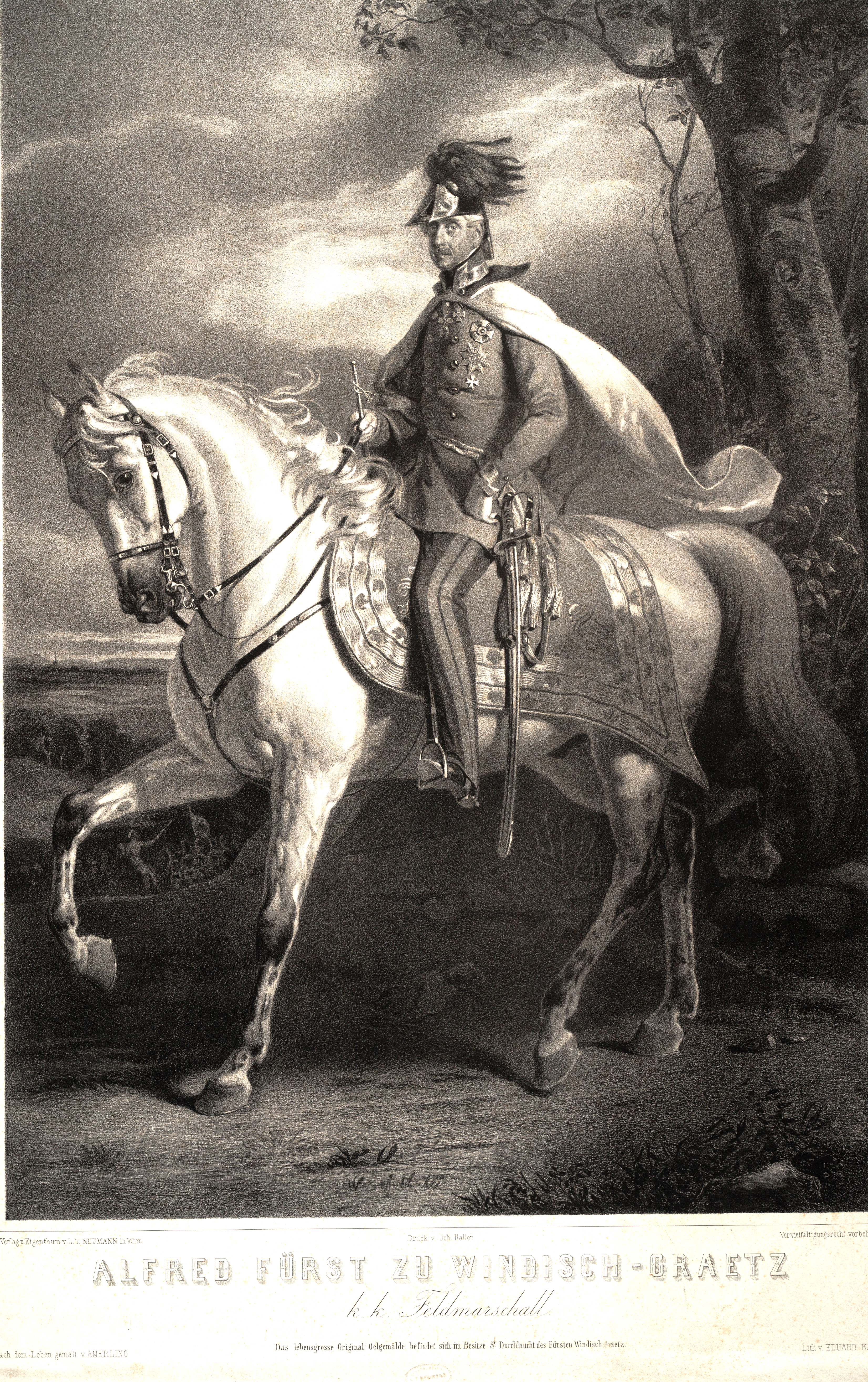
Alfred Candidus Ferdinand zu Windisch-Grätz

Ősi stájer főnemesi családból származott, őseit a 11. századig tudta visszavezetni. 1574-ben a családot felvették a csehországi nemesi családok sorába (latinul: incola). Jogot kaptak csehországi tartománygrófi birtokjogok megvásárlására (Landgräfliche Güter) és a tartományi rendeknek fenntartott gyűléseken való részvételre. A 18. században birodalmi grófi rangot szereztek. A család székhelye az 1781-ben megvásárolt Tachau (ma: Tachov) lett, birtokaikhoz tartozott Kladrau (Kladruby), Steken (Štěkeň) és Mladejovice.
Az ifjú Alfred Candidus herceg különösen a katonai tudományokra kiterjedő, gondos nevelést kapott. Tizenhét évesen, 1804-ben lépett be a Császári-Királyi Hadseregbe (Kaiserlich-Königliche Armee), főhadnagy lett egy ulánus ezredben. Részt vett a napóleoni háborúkban, és gyorsan emelkedett a katonai ranglétrán. 1813-ban már ezredes volt, 1814-ben megkapta a Katonai Mária Terézia-rend lovagkeresztjét és az orosz Szent György-rend negyedik osztályát. A bécsi kongresszus alatt, 1817. június 15-én megnősült, Marie Eleonore Phillipine zu Schwarzenberg hercegnőt (1795–1848), Felix zu Schwarzenberg miniszterelnök–külügyminiszter legidősebb nővérét vette feleségül. A következő években 7 gyermekük született.
1826-ban lett tábornok. 1833-tól altábornagyi rangot kapott, 1840-től kinevezték csehországi főhadparancsnoknak. Része volt a prágai munkásmozgalom 1844-es elfojtásában. 

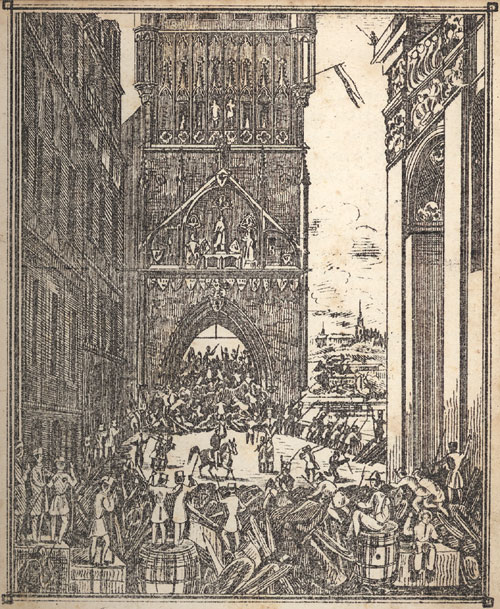
Barikádharcok a prágai Károly-hídnál

Az 1848. március 13-ai bécsi forradalom kitörésekor Windisch-Grätz éppen a fővárosban tartózkodott, az udvar őt bízta meg a császári palota védelmével és a rendcsinálással. Az udvar és a felkelők azonban gyorsan megegyeztek, így e megbízatás érvényét vesztette. Május 24-én Windisch-Grätz visszatért Prágába, ahol június 11-én forradalom tört ki. Az ún. „pünkösdi felkelés” (csehül: květnová revoluce) ellen indított katonai akció utcai harcokba torkollott, ennek során a herceg feleségét, Schwarzenberg Eleonórát egy eltévedt golyó halálosan megsebesítette, és súlyosan megsebesült legidősebb fia, Alfréd is. A herceg csapatai június 17-ére elfojtották a mozgalmat.
Az október 6-ai bécsi forradalom kitörése után az Olmützbe menekült Ferdinánd császár október 16-án tábornaggyá léptette elő és kinevezte az Itálián kívüli császári-királyi haderő főparancsnokának, egyúttal teljhatalmat kapott a rend helyreállítására. A herceg – elsősorban a vasút segítségével – rövid idő alatt jelentős haderőt csoportosított át Bécs környékére. Az osztrák határon álló magyar hadsereg így elszalasztotta a lehetőséget, hogy a bécsi forradalom erőivel egyesüljön. Windisch-Grätz elég erősnek érezte seregét ahhoz, hogy csapatait két részre osztva, egyik részükkel a magyarok ellen vegye fel a küzdelmet, míg a többi egységgel befejezze Bécs ostromát. Ez a döntés a későbbiekben részben helytelennek bizonyult, mert a császári hadsereg október 30-án győzött ugyan a schwechati csatában, de nem semmisítette meg a visszavonuló magyar hadakat.
1848. október 31-én Windisch-Grätz csapatai benyomultak Bécsbe és leverték a forradalmat. A harcok során mintegy 2000 felkelő halt meg, a tüzérséggel is segített támadás nagy pusztítást okozott a városban is. Több elfogott felkelőt kivégeztek. Rögtönítélő bíróság elé állították és kivégezték Robert Blum német-osztrák politikust is, a frankfurti Birodalmi Gyűlés képviselőjét, nemzetközi felháborodást váltva ki.
A december 2-ai uralkodóváltás után Ferenc József császár meghagyta főparancsnoki beosztásában és megbízta a magyarországi „lázadás” leverésével. Windisch-Grätz támadása december 9-e és 23-a között következett be. Erdélyben ekkor kezdődött Bem tábornok diadalmas hadjárata, azonban a magyar honvédség számára ez még a „vesztett csaták, csúfos futások” időszaka. A jelentős túlerőben lévő császári-királyi csapatok két hét alatt Buda közelébe jutottak, és január 5-én bevonultak a kiürített magyar fővárosba.
A herceg ezzel befejezettnek tekintette a hadjáratot, mert arra számított, hogy a visszavonuló honvéd egységek lassan feloszlanak. Nem ez történt. A magyar ellenállás a Tisza vonalán megszilárdult, és a honvéd haderő egyre több győztes ütközetet vívott. Windisch-Grätz csak februárban indított újabb támadást, a késlekedés azonban döntőnek bizonyult: a magyar haderő addigra átjutott a főváros feladásakor fellépő súlyos válságon. A február 26-án és 27-én vívott kápolnai csata császári győzelemmel végződött, de a herceg ismét túlértékelte a győzelmet, és meg sem kísérelte átlépni a Tisza vonalát. Ezzel lehetőség nyílt a magyar ellentámadás, a budai vár visszafoglalása, a tavaszi hadjárat előkészítésére, amely április elején indult. A magyar sikerekben jelentős szerepe volt Windisch-Grätz katonai tehetetlenségének is, ezért április 12-én Ferenc József leváltotta. Utóda ideiglenesen Jellasics táborszernagy, majd Ludwig von Welden táborszernagy lett.
Bukása után visszavonult a közügyektől, haláláig már csak az 1850-es évek közepén jutott kisebb diplomáciai szerephez.

## Emlékezete
Carrarai márványból faragott életnagyságú szobrát felállították a Hadvezérek csarnokában, a bécsi Hadtörténeti Múzeumban.